# Kakrāla
Kakrāla är en ort i Indien.   Den ligger i distriktet Budaun och delstaten Uttar Pradesh, i den norra delen av landet, 210 km öster om huvudstaden New Delhi. Kakrāla ligger 167 meter över havet och antalet invånare är 35 690.
Terrängen runt Kakrāla är mycket platt. Runt Kakrāla är det tätbefolkat, med 550 invånare per kvadratkilometer. Närmaste större samhälle är Budaun, 17,5 km norr om Kakrāla. Trakten runt Kakrāla består till största delen av jordbruksmark.